# 다니자키 준이치로
다니자키 준이치로(일본어: 谷崎潤一郞, 1886년 7월 24일 ~ 1965년 7월 30일)는 일본 메이지에서 쇼와 기(期)에 걸친 소설가이다. 1910년 오사나이 가오루, 와츠지 데츠로 등과 제2차 <신시죠(新思潮)>를 창간, 동년의 각 호에 <탄조(誕生)> <조(象)> <시세이(剌靑)> 등을 발표했다. 그의 문학은 가후(荷風)의 작풍을 이어 그것을 심화시켰다. 가후에 있었던 문학에의 전 인격적인 면은 불식되고 인생과 분리된 전적으로 예술 프로퍼(proper)의 인위적인 탐미정신이 그 특색을 이루고 있다. 그러나 이후 33년 <슌킨 이야기(春琴抄>, 43년~48년에 걸쳐 쓰인 <세설(細雪)>과 같은 고전적 분위기를 지닌 작품들을 발표한다.

## 생애
다니자키 준이치로는 니혼바시(日本橋)에서 출생한 소위 도쿄 토박이로서 도쿄제국대학교 국문과를 중퇴했다. 초창기에 발표한 ＜문신(刺青)＞ ＜소년(少年)＞ ＜비밀(秘密)＞ 등 탐미적 경향이 짙은 단편들이 단숨에 높은 평가를 받게 되어 작가의 길로 들어섰다. 여기에서 말하는 ‘탐미’란 ‘강렬한 에로티시즘’과 동의어라 할 수 있다. 젊은 시절에는 서양 문화를 동경해 서구적인 요소와 분위기를 적극적으로 자기 작품에 도입했으나, 1923년의 간토 대지진을 계기로 지진에 대한 공포 때문에 간사이 지방으로 이주하면서 차츰 일본의 전통 문화에 심취하게 된다. 후반기에는 교토를 중심으로 간사이 지방의 전통적 언어(방언)를 구사하는 작품들을 완성했다. 1949년에 일본 정부로부터 문화 훈장을 수여받았다. 항상 ‘대문호(大文豪)’라는 수식이 붙을 정도로 주위로부터 높은 평가를 받아 온 다니자키의 작품은 무엇보다도 탁월한 문장이 일품이다.

## 주요 작품

### 소설
- 문신(일본어: 刺青)(1910)
- 소년(일본어: 少年)(1911)
- 금빛 죽음(일본어: 金色の死)(1914)
- 치인[1]의 사랑(일본어: 痴人の愛)(1924)
- 여뀌 먹는 벌레(일본어: 蓼喰ふ虫)(1929)
- 요시노 구즈(일본어: 吉野葛)(1931)
- 무주공 비화(일본어: 武州公秘話)(1935)
- 세설[2](일본어: 細雪)(1943~48)
- 열쇠(일본어: 鍵)(1956)
- 미친 노인의 일기(일본어: 瘋癲老人日記)(1961)

### 희곡
- 사랑을 느낄 무렵(일본어: 恋を知る頃)(1913)
- 흰 여우 온천(일본어: 白孤の湯)(1922)

### 수필
- 음예예찬(일본어: 陰翳礼讃)(1933)

## 우리말 번역
민음사의 쏜살문고에서 선집 전 10권을, 열린책들에서 세설을, 산지니에서 희곡 선집을 냈다.

### 민음사
선집의 제1~9권은 소설, 제10권은 수필·평론이다.
- 1권: 문신, 소년, 작은 왕국(박연정 외 옮김, 2018년 8월 3일)
- 2권: 인어의 탄식, 마술사, 금빛 죽음(양윤옥 옮김, ―)
- 3권: 치인의 사랑(김춘미 옮김, ―)
- 4권: 여뀌 먹는 벌레(임다함 옮김, 2020년 1월 28일)
- 5권: 요시노 구즈, 장님 이야기(엄인경 옮김, 2018년 8월 3일)
- 6권: 무주공 비화(류정훈 옮김, ―)
- 7권: 슌킨 이야기(박연정 외 옮김, 2018년 8월 3일)
- 8권: 열쇠(김효순 옮김, ―)
- 9권: 미친 노인의 일기(―, ―)
- 10권: 활동 사진의 현재와 장래, 영화 잡감, 영화 감상-〈슌킨 이야기〉 영화화 무렵에, 내가 본 오사카와 오사카 사람, 음예 예찬, 반소매 이야기, 어린 시절 먹거리의 추억(김보경 옮김, 2020년 1월 28일)

### 산지니
다음과 같은 희곡 5편이 번역되었다.
- 사랑을 느낄 무렵
- 기혼자와 이혼자
- 흰 여우 온천
- 만돌린을 켜는 남자
- 돈을 빌리러 온 남자

### 열린책들
《세설》(細雪)이 전 2권으로 번역되었다.